# 獅子女 (テレビドラマ)
『獅子女』（ししおんな）は、日本テレビ系列の深夜ドラマ枠のshin-Dにおいて2001年4月30日から5月28日までテレビ放映された作品である。

## あらすじ
曲芸師の座長と猛獣使いの妻・キルコが中心になって興行している座員が7人足らずのサーカスの一座の中にいる犯人の「獅子女」をめぐるエロチック・サスペンスである。

## 出演者
- 長田:河野洋一郎
- 座長:綾田俊樹
- キルコ:秋山菜津子
- 金沢:今村佳岳
- 田口:春延朋也